# (216) Клеопатра
(216) Клеопатра (лат. Kleopatra) — крупный астероид главного пояса. Открыт 10 апреля 1880 года австрийским астрономом Иоганном Пализой в Венской обсерватории и назван в честь Клеопатры VII, последней царицы эллинистического Египта из македонской династии Птолемеев. Название было предложено венскими астрономами.

Орбита астероида Клеопатра и его положение в Солнечной системе
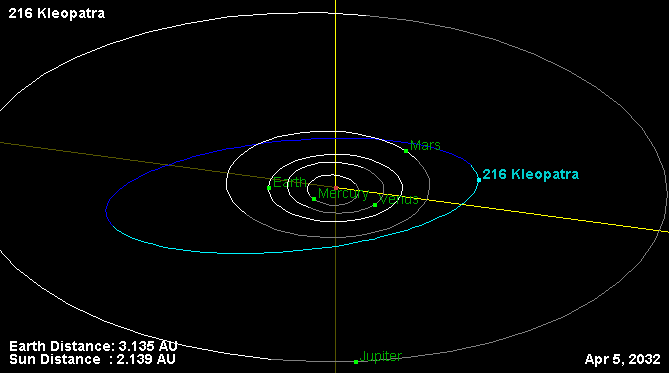
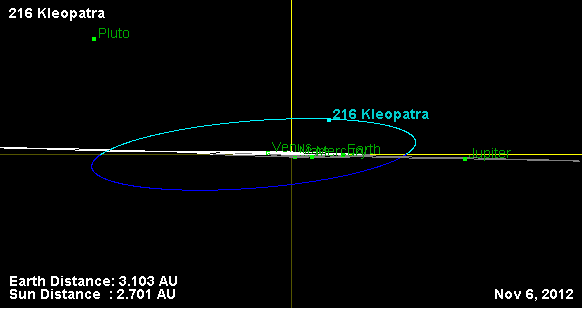

## Характеристики
Клеопатра — сравнительно крупный астероид, имеющий форму кости, и размеры 217×94×81 км (погрешность в определении размеров оценивается до 25%).

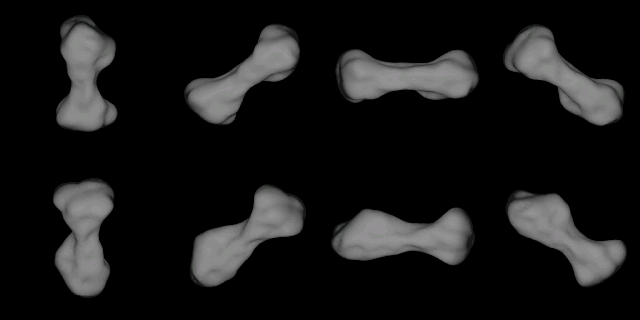
Трёхмерная модель вращения астероида Клеопатра

Такая форма может быть результатом мягкого столкновения двух объектов, впоследствии объединившихся в один.
В химическом составе астероида, относящегося к спектральному классу M, были обнаружены никель и железо, а также энстатит. Альбедо Клеопатры сопоставимо с альбедо Луны. Оценки отражательной способности астероида позволили предположить, что плотность Клеопатры составляет не менее 3,5 г/см³, и пористость не более 60%.
Изображения астероида инструментом SPHERE телескопа VLT, полученными в разное время между 2017 и 2019 годами, позволили составить трёхмерную модель формы астероида. Его длина оказалась равна примерно 270 км. Точное определение орбиты двух спутников Клеопатры позволило оценить период их обращения в 1,822359 ± 0,004156 дня (P1) и 2,745820 ± 0,004820 дня (P2) и высчитать массу Клеопатры — 2,97 ± 0,32⋅1018 кг. Это существенно ниже заявленного в 2011 году значения 4,64±0,02⋅1018 кг. Средняя плотность астероида составляет 3,38 ± 0,50 г/см³.
Астероид не пересекает орбиту Земли и обращается вокруг Солнца за 4,67 года.

## Спутники
Долгое время предполагалось, что Клеопатра является двойным астероидом, в основном из-за большой амплитуды кривой изменения блеска. Исследования, проведённые в 2000 и 2001 году, опровергли это предположение. Было выяснено, что причиной большой амплитуды является необычная форма Клеопатры.
Однако в ходе дальнейших исследований астероида, 19 сентября 2008 года с помощью телескопа-рефлектора Keck-II с использованием адаптивной оптики у Клеопатры были обнаружены два небольших спутника S/2008 (216) 1 и S/2008 (216) 2. Диаметр первого составляет около 5 км, второго — 3 км.
18 февраля 2011 года спутникам были присвоены официальные названия. S/2008 (216) 1 получил имя Алексгелиос, а S/2008 (216) 2 — Клеоселена. Названы в честь детей Клеопатры и Марка Антония, Александра Гелиоса и Клеопатры Селены II.
| Спутник     | Обозначение    | Радиус орбиты, км | Диаметр, км |
| ----------- | -------------- | ----------------- | ----------- |
| Алексгелиос | S/2008 (216) 1 | 775               | 5           |
| Клеоселена  | S/2008 (216) 2 | 380               | 3           |